# Stor-Hattjärnen
Stor-Hattjärnen är en sjö i Bodens kommun i Norrbotten och ingår i Luleälvens huvudavrinningsområde.